# Fonologia
Fonologia (do Grego phonos = voz/som e logos = palavra/estudo) é o ramo da linguística que estuda o sistema sonoro de um idioma, do ponto de vista de sua função no sistema de comunicação linguística.

## Introdução
Esta é uma área muito relacionada com a fonética, mas as duas têm focos de estudo diferentes. Enquanto a fonética estuda a natureza física da produção e da percepção dos sons da fala (chamados de fones), a Fonologia preocupa-se com a maneira como eles se organizam dentro de uma língua, classificando-os em unidades capazes de diferenciar significados, chamadas fonemas.
/f/ e /v/ são exemplos de unidades distintivas da língua portuguesa. É o que podemos observar num par mínimo como faca/vaca, pois o que garante a diferenciação entre essas duas palavras é a permutação entre os dois fonemas referidos. Unidades como [d] e [d͡ʒ], por sua vez, não fazem distinção entre palavras no português brasileiro, embora sejam diferentes sob a ótica da fonética.
Por exemplo, em quase todas as variedades do português no Brasil, o fonema /d/ é pronunciado de maneiras diferentes, dependendo de sua posição relativa a outros sons: diante de [i], é realizado como [d͡ʒ], ao passo que, diante de outras vogais, é pronunciado como [d] (cf. a diferença na pronúncia do primeiro som das palavras dívida e dúvida). Por não haver contraste entre as duas formas de pronúncia, a fonologia não concebe os dois sons como fonemas distintos; entende-os como uma unidade do ponto de vista funcional e examina as condições sob as quais se dá a alternância entre eles.
Além disso, a fonologia também estuda outros tópicos, como a estrutura silábica, o acento e a entonação.

## Fonologia gerativa
Há uma abordagem para fonologia que trabalha com uma contrapartida mental e abstrata do som. Baseada em um sistema de traços distintivos, essa abordagem é uma das bases, por exemplo, da fonologia gerativa. A seleção de uma entidade abstrata como foco remete aos trabalhos do Círculo Linguístico de Praga. Nessa abordagem, é mais relevante a estrutura de traços de um fonema do que sua realidade concreta.
A partir do uso de traços distintivos em um plano mental, é possível explicar fenômenos fonológicos como o da assimilação /d/ por /n/ na formação do gerúndio na norma não padrão do português brasileiro. Por dividir muitas marcações de traços em comum com o /d/, o /n/ acaba assimilando esse fonema. Pode-se visualizar esse processo através do esquema abaixo:
|          | /n/ | /d/ |
| -------- | --- | --- |
| Soante   | +   | +   |
| Contínuo | -   | -   |
| Anterior | +   | +   |
| Coronal  | +   | +   |
| Sonoro   | +   | +   |

Fontes:

## Fonemas e ortografia
Os sistemas ortográficos de algumas línguas são baseados no princípio fonêmico de um grafema (letra ou combinação de letras) para cada fonema e vice-versa. Na prática, esse ideal de biunivocidade nem sempre é alcançado, sendo mais aproximado em algumas línguas do que em outras. Em português, por exemplo, o mesmo som é, por vezes, representado de maneiras diferentes, dependendo da palavra (e.g. /ʃ/, representado como x em "xadrez" e como ch em "chuva" — diferenciado como [ʃ] / [tʃ] apenas por escassos milhares de falantes do extremo nordeste de Portugal); outra possibilidade é a de uma mesma letra ser usada para fonemas diferentes (e.g. a letra e representa [e] em "medo", como o [ɨ] em "padre" (em português europeu) e [ɛ] em "queda").
Para inequivocamente representar todos os sons das línguas humanas, fonólogos e foneticistas empregam alfabetos fonéticos, projetados com o objetivo de caracterizar precisamente cada símbolo. O mais conhecido deles é o Alfabeto Fonético Internacional, conhecido como IPA, na sigla em inglês. 
Uma das convenções largamente utilizadas em estudos da área é usar colchetes, "[ ]", para delimitar uma transcrição fonética, barras inclinadas à direita, "/ /", para delimitar categorias ou sequências de fonemas e parêntesis angulares, "< >", para delimitar cadeias de caracteres ou grafemas (palavras, etc.) de uma língua.